# إيغور فولكوف
إيغور فولكوف (بالروسية: Игорь Владимирович Волков)‏ هو لاعب هوكي الجليد روسي، ولد في 24 يناير 1983 في أوفا في روسيا.

## وصلات خارجية
- إيغور فولكوف على موقع دوري الهوكي الوطني (الإنجليزية)
- إيغور فولكوف على موقع دوري الهوكي للقارات (الإنجليزية)
- إيغور فولكوف على موقع EliteProspects.com (الإنجليزية)
- إيغور فولكوف على موقع Eurohockey.com (الإنجليزية)
- إيغور فولكوف على موقع HockeyDB.com (الإنجليزية)